# Persicaria mitis
Persicaria mitis (персикарія м'яка) — вид рослин родини гречкові (Polygonaceae), поширений у Європі.

## Опис
Однорічна трав'яниста рослина 20–80 см завдовжки, ≈гладка, з вертикальними або висхідними стеблами. Листки 10–20 мм завширшки, довгасто-ланцетоподібні або ланцетні, звужені до короткого черешка; піхви запушені, довго війчасті. Квіти червонувато-зелені, рідше білуваті, більш-менш похилі. Приквітки війчасті. Оцвітина не залозиста. Плоди ≈ 3 мм завдовжки, чечевично-сплюснуті або дещо тригональні, дуже блискучі.

## Поширення
Поширений у Європі. Населяє вологі місця.
В Україні зростає у вологих місцях, берегах річок, в вільшняках, чагарниках — в лісових районах, зрідка

## Галерея

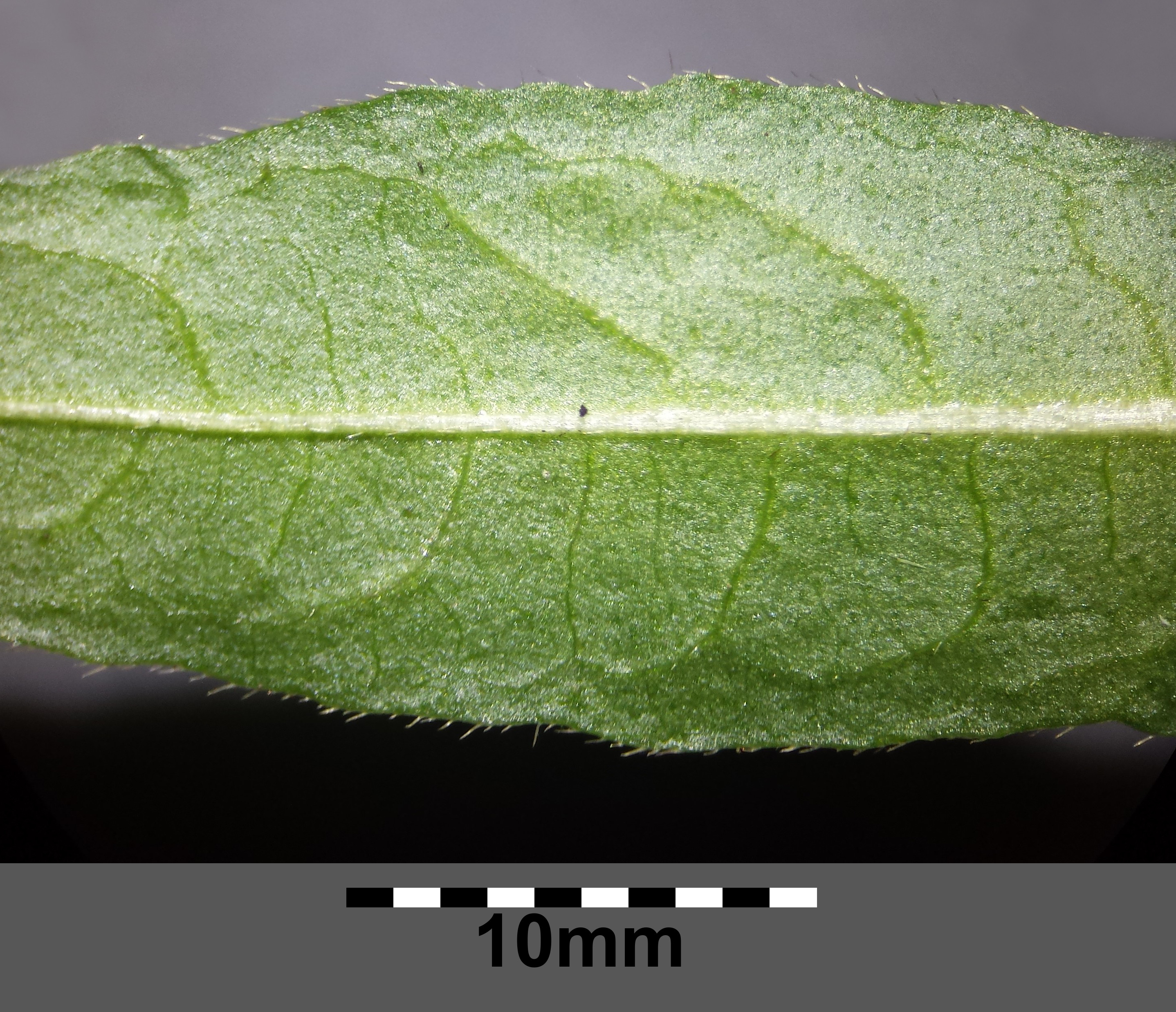
низ листка
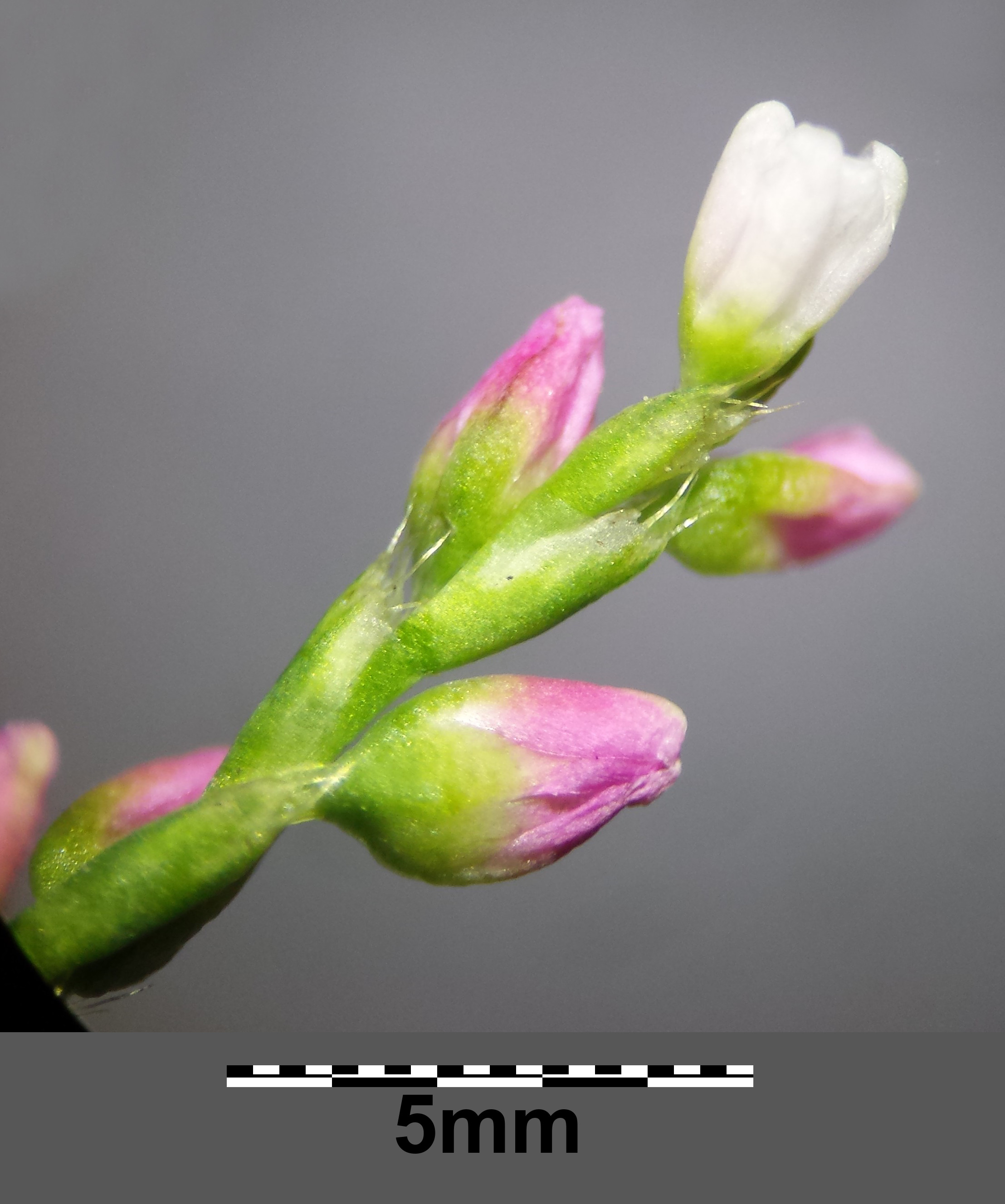
квіти
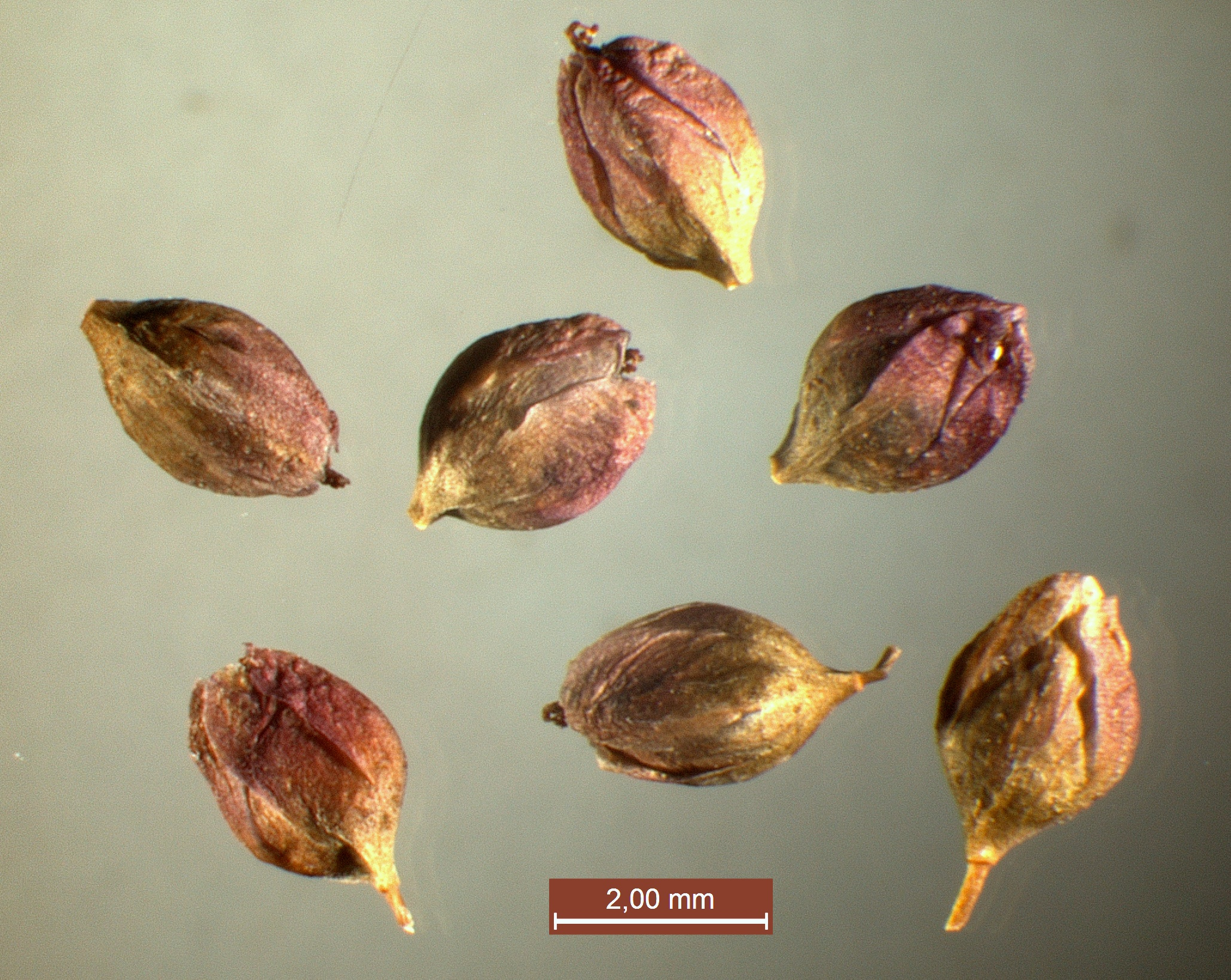
плоди
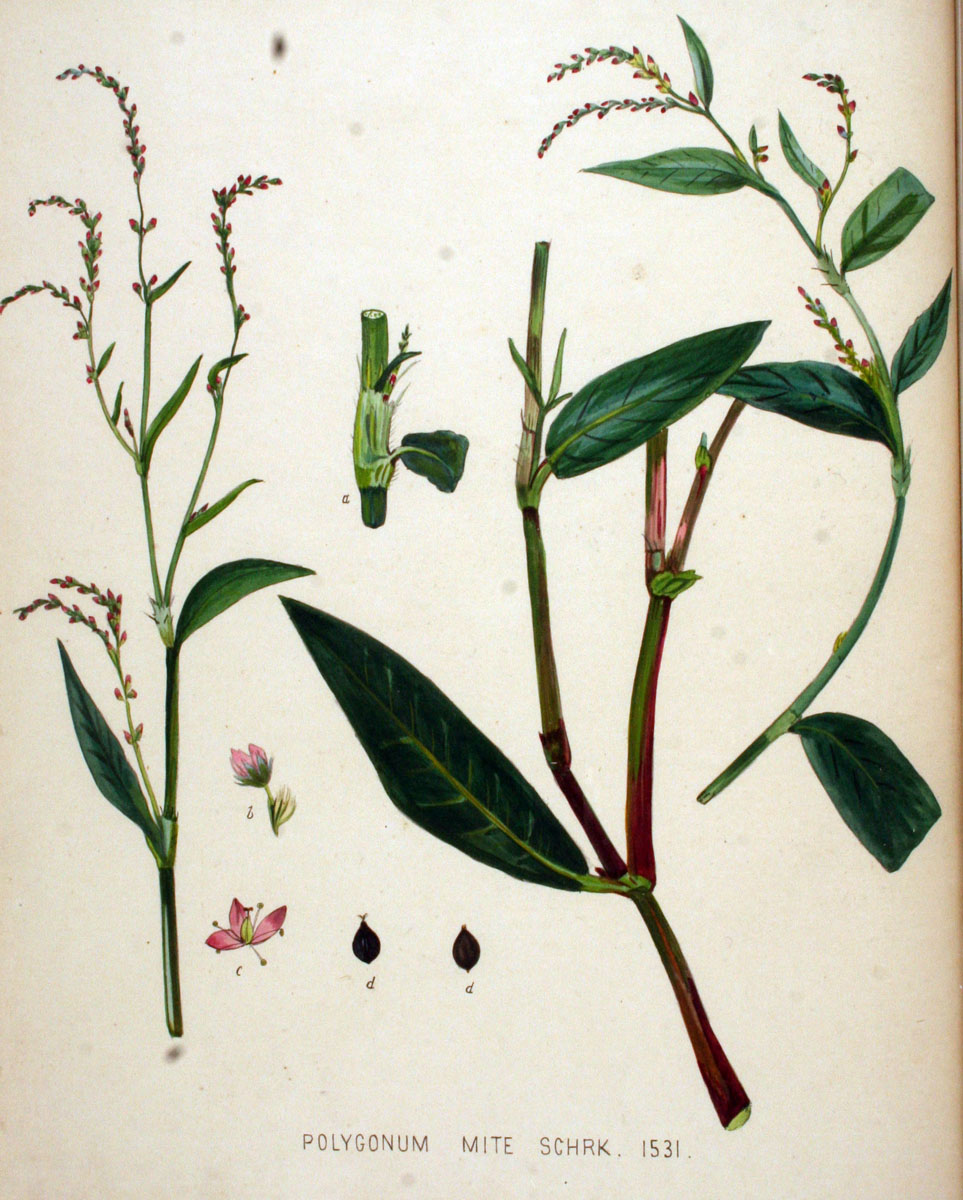
ілюстрація